# 梶山静六

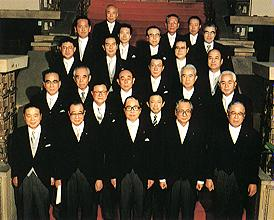
宇野内閣にて（最前列左端の人物）

梶山 静六（かじやま せいろく、1926年〈大正15年〉3月27日 - 2000年〈平成12年〉6月6日）は、日本の政治家。位階は正三位。
内閣官房長官（第60・61代）、法務大臣（第52代）、通商産業大臣（第49代）、自治大臣（第36代）、国家公安委員会委員長（第46代）、衆議院議員（9期）、自由民主党国会対策委員長（第35代・37代）、自由民主党幹事長（第29代）を歴任した。竹下派七奉行の1人に数えられる。

## 人物・来歴

### 県議会議員
茨城県出身。茨城県立太田中学校（現在の茨城県立太田第一高等学校）、陸軍予科士官学校、陸軍航空士官学校（59期・軍曹）卒業後、日本大学旧工学部（現・日本大学理工学部）土木工学科卒業。家業の石材業を継ぐ。1955年に茨城県議会議員選挙に当選。初当選から暫く後の1958年総選挙では、川崎三蔵派の運動員として買収に関わったとして逮捕。起訴されるが弁護側の証人だった川崎の秘書が、「買収したのは自分で梶山は無関係」と証言したことで無罪となった。
1966年に茨城県議会黒い霧事件が表面化した際にも、逮捕された外岡佐近県議が「梶山から現金を貰った」と証言したことから梶山も取り調べを受けた。だが外岡は水戸地検送検後に「西野（＝恒郎県議）から貰った」と証言を翻したため梶山の立件を断念。県議会は自主解散に追い込まれ、出直し県議選の後の新県議会で県議会議長に選出される。

### 田中派・竹下派
県議会議長就任後、茨城県を訪れた田中角栄から直接国政進出を打診され、1969年12月、自由民主党公認で第32回衆議院議員総選挙に出馬し初当選（当選同期に綿貫民輔・林義郎・塩崎潤・森喜朗・村田敬次郎・松永光・江藤隆美・中山正暉・浜田幸一など）。自民党では佐藤栄作派→田中角栄派に属した。
ロッキード事件で逮捕された田中が出所したときは、「やくざだって親分が出所するときは迎えに行く」と真っ先に迎えに行き、それが祟って落選した経験を持つほど田中に心酔していた。しかし、1985年、田中に反旗を翻す形で竹下登を総裁候補に担ぐ「創政会」旗揚げに参加し、金丸信の命を受け小沢一郎と共に田中派内の多数派工作を担当、竹下派の結成に尽力する。当選同期の奥田敬和、小沢、羽田孜、渡部恒三、2期上の小渕恵三、橋本龍太郎らとともに「竹下派七奉行」と呼ばれ、竹下内閣誕生に大きく貢献した。1987年11月、竹下内閣の自治大臣兼国家公安委員長として初入閣。その後も通産大臣、法務大臣、官房長官などを歴任した。

### 北朝鮮による日本人拉致を認める政府初の公式答弁
1988年3月、参議院予算委員会で日本共産党の橋本敦が、1978年7月から8月にかけて福井県（地村保志・濱本富貴惠）・新潟県（蓮池薫・奥土祐木子）・鹿児島県（市川修一・増元るみ子）において発生した若年男女の行方不明事件、富山県高岡市で発生した若年男女の拉致未遂事件、さらに「李恩恵」（田口八重子）及び金賢姫等について質問を行う。これに対し当時国家公安委員長であった梶山は、
と答弁した。これは北朝鮮による日本人拉致事件の存在を政府が認めた初めての公式答弁である。これに続き外務大臣宇野宗佑は「我々の主権が侵されていたという問題」「全くもって許しがたい人道上の問題」「強い憤り」「主権国家として当然とるべき措置はとらねばならぬ」と答弁。法務大臣林田悠紀夫は「我が国の主権を侵害するまことに重大な事件」「判明したならばそこで処置」と、更に警察庁警備局長城内康光は「一連の事件は北朝鮮による拉致の疑い」「既にそういった観点から捜査を行っている」と答弁し、北朝鮮による日本人拉致について政府の認識を示した。
1997年に横田めぐみの拉致が発覚した時には、梶山は内閣官房長官だった。同年5月1日の参議院決算委員会では、吉川芳男議員（自民党）の質問に対して、次のように述べた。

### 一六戦争・保保連合
1992年、東京佐川急便事件を発端にした竹下派（経世会）会長・金丸信の失脚・政界引退により、派閥会長の後継問題が浮上する。会長代行の小沢に反発する梶山らは後継会長に小渕を推し、羽田孜を推した盟友関係の小沢と対立した（一六戦争）。結局、参院を抑えた小渕が後継会長に決定したが、小沢や羽田等は派中派の改革フォーラム21を結成して経世会は内部分裂状態となった。梶山は自民党幹事長に就任するが、これに反発する小沢系は正式に派閥を離脱し羽田派となる。さらには梶山が消極的であった政治改革関連4法案の否決を受け、羽田派のうち34人に加えて一部の他派議員が内閣不信任決議に賛成し、羽田派に加えて武村正義らのグループなどが離党するに至る。不信任成立を受けての1993年の総選挙で自民党は半数を回復できず野党に転落し、梶山ら執行部は一連の責任をとって退陣する。細川内閣樹立の立役者となったライバルの小沢とは対照的に、梶山は「自民党下野のA級戦犯」と言われ、1994年6月に自社さ連立政権が誕生し自民党が与党に復帰するまで、謹慎生活を余儀なくされた。
1995年9月の自民党総裁選では橋本総裁誕生の立役者となり、1996年1月に橋本内閣が発足すると、内閣官房長官に就任した。官房長官在任中特に1996年の総選挙後は、かつて党内抗争を繰り広げた政敵・小沢率いる新進党との「保保連合構想」を党内の亀井静香建設相らと模索し、幹事長の加藤紘一、野中広務ら「自社さ派」と激しく対立。しかし、橋本や竹下が「自社さ派」に軸足を置いたため、1997年9月、官房長官を退任。竹下や野中との関係はこの頃から悪化した。

### 晩年
1998年7月、第18回参議院議員通常選挙の敗北の責任をとり橋本が退陣を表明。後継を選ぶ自民党総裁選に、竹下や野中が推す小渕が名乗りを挙げると、それに対抗する形で小渕派を離脱し出馬を表明。梶山擁立のために佐藤信二と菅義偉の二人が派閥を離脱。無派閥での自民党総裁選立候補は1972年に立候補制になって以来初めて。島村宜伸を選対本部長、麻生太郎を選対責任者に迎え、河野グループ（大勇会）、三塚派の亀井静香グループ、旧渡辺派のベテラン議員を中心に、派閥の枠を超えて推薦人を集めた。「不良債権処理を積極的に進める」などのハードランディング路線を訴え、結果、積極財政と金融緩和を掲げる小渕には敗れたが、三塚派支援の小泉純一郎厚相の得票を上回った（小渕と梶山・小泉連合との差はわずか40票差だった）。無派閥となった梶山は当初最下位と言われていただけに、結果は大健闘だった。
2000年1月30日、交通事故に遭ってから体調を崩し、3か月後の4月25日に政界引退を表明。同年6月6日午後3時45分、閉塞性黄疸のため国立がんセンター中央病院で死去、74歳だった。6月25日に投票が行われた第42回衆議院議員総選挙には長男の梶山弘志が後継者として茨城4区から出馬し、初当選を飾った。

## 略歴
- 1926年3月27日 - 農家の六男として生まれる。他に姉4人。
- 1943年 - 茨城県立太田中学校（現在の茨城県立太田第一高等学校）卒業・ 陸軍予科士官学校入学
- 1944年 - 陸軍航空士官学校（59期）入校
- 1944年8月17日 - 陸軍軍曹に進級
- 1945年 - 陸軍航空士官学校閉校につき、教育未了ながら卒業扱いとなる。
- 1947年
  - 日本大学工学部 卒業
  - 常陸大理石株式会社 入社
- 1955年 - 茨城県議会議員 当選
- 1967年 - 茨城県議会議長に就任
- 1969年 - 第32回衆議院議員総選挙（旧茨城2区）に自民党から出馬 初当選
- 1972年 - 第33回衆議院議員総選挙に自民党から出馬 2期目当選
- 1974年 - 第2次田中内閣で内閣官房副長官に就任
- 1976年
  - 三木改造内閣で建設政務次官に就任
  - 第34回衆議院議員総選挙に自民党から出馬 落選
- 1979年
  - 第35回衆議院議員総選挙に自民党から出馬 3期目当選
  - 第二次大平内閣で通商産業政務次官に就任
- 1980年 - 第36回衆議院議員総選挙に自民党から出馬 4期目当選
  - 自民党商工部会長[5]。
- 1983年 - 第37回衆議院議員総選挙に自民党から出馬 5期目当選
- 1986年 - 第38回衆議院議員総選挙に自民党から出馬 6期目当選
- 1987年 - 竹下内閣で自治大臣兼国家公安委員長に就任
- 1989年 - 宇野内閣で通商産業大臣に就任
- 1990年
  - 第39回衆議院議員総選挙に自民党から出馬 7期目当選
  - 第2次海部内閣で法務大臣に就任
- 1992年 - 自民党幹事長に就任
- 1993年 - 第40回衆議院議員総選挙に自民党から出馬 8期目当選
- 1996年
  - 橋本内閣で内閣官房長官に就任（副長官は社会党の渡辺嘉蔵）
  - 第41回衆議院議員総選挙（茨城4区）に自民党から出馬 9期目当選
  - 第2次橋本内閣で内閣官房長官に再任
- 1998年 - 平成研究会を離脱し、自由民主党総裁選挙に出馬 落選（2位、104票）
- 1999年 - 勲一等旭日大綬章受章[6]
- 2000年 - 交通事故で体調を崩し政界引退を表明、解散直後に死去（74歳没）

## エピソード
県議時代から「仏の六さん」と呼ばれ、温厚な人柄で知られた。しかし1976年の総選挙に落選し、厳しい浪人生活を送るうちに豹変。国政復帰後は周囲を畏怖させる「武闘派」の一人と目されるようになる。
幹事長時代、一六戦争で疑心暗鬼になりすぎた結果自民党の職員は小沢に近いと思い込み職員を信頼せず幹事長室に衝立を設置したり、職員の尾行をしていたと奥島貞雄や浜田幸一から痛烈に批判されている。奥島によれば幹事長を退任するときに職員に「お前たちなんか、小沢のところへいけばいいんだ！！」と捨て台詞をはいて退室したという。
浜田は、梶山について、自著『日本をダメにした九人の政治家』で「独断専行で自由民主党をダメにした」と批判しているが、一方で「田中角栄を自らの首を賭けて守った」「田中が逮捕された時には見捨て、影響力が変わらないとみるやすり寄る連中よりはましで、きちんと筋をとおした」「政治力には、評価すべき点も多い」と、一定の評価をしている。
強面な風貌や政治手法、政局においての過激な発言などから「武闘派」と呼ばれたが、「日本人の血であがなった憲法9条の精神を捨ててはならない」と述べ、海外での武力行使に慎重姿勢を見せるなどハト派としての一面もあった。生前、靖国神社に代わる新たな参拝施設の建設の必要性を真っ先に主張したのも彼である。しかし、政治的には旧田中派では珍しく親台湾派に属し、1997年夏、朝鮮半島危機などを受けた橋本内閣の官房長官時代には、日米防衛協力のための指針（ガイドライン）見直しに関し、「周辺事態（周辺有事）の対象に台湾海峡も入る」と発言。中国側の反発を招いた。
梶山は、自身の志を継ぐ将来のリーダー候補として、当時河野グループに在籍していた麻生太郎に多大な期待を寄せていたという。
中選挙区制下では常磐炭鉱や日立製作所など労働組合の勢力が強かったことから日本社会党の石野久男・城地豊司らと激戦を展開する一方で、塚原俊郎・塚原俊平父子とも同じ保守票を争奪していた。1994年、衆議院選挙に小選挙区制が導入された際、塚原俊平は「これで梶山先生と争わなくてすむので安心」と制度導入を歓迎した。
竹下派全盛期に当時の会長であった金丸信から「無事の橋本、平時の羽田、乱世の小沢、大乱世の梶山」と呼ばれていた。また、1998年の自由民主党総裁選挙に出馬した時は、田中角栄の娘である田中眞紀子に「凡人（小渕）、軍人（梶山）、変人（小泉）の争い」と評された。この「軍人」という表現は陸軍航空士官学校卒の経歴に由来する。
1998年の自民党総裁選に出馬する前に、経済企画庁長官を務めた田中秀征のところに
梶山から会いたいと連絡があった。梶山は机の上に経済の専門書を四、五冊重ねていて「いま勉強しても遅い。俺は大蔵省に騙された。この前はすまなかった。（消費税増税の確認をした）閣議の時のあんたの言う通りだった」と田中に謝罪した。そのとき田中は、「梶山とはこういう人だったのか、もっと早く知っていたら、別の付き合い方があった」と考えたという。
菅義偉は政治の師として梶山を上げており、第2次安倍内閣官房長官就任の際も、梶山の墓参りをして手本とする旨を表明した。
法務大臣在任時の大臣秘書官は住田裕子（元検察官、現在は弁護士）が女性初の秘書官として就任していた。

## 著書
- 『破壊と創造 日本再興への提言』 2000年3月、講談社、ISBN 4062101661

## 論文
- CiNii収録論文 国立情報学研究所

## 所属団体
- 神道政治連盟国会議員懇談会